# GMS-5
O GMS-5, também conhecido por Himawari 5, foi um satélite meteorológico geoestacionário japonês construído pela Hughes. Ele esteve localizado na posição orbital de 140 de longitude leste e era operado pela NASDA. O satélite foi baseado na plataforma HS-378. O mesmo saiu de serviço em junho de 2005.

## Lançamento
O satélite foi lançado com sucesso ao espaço no dia 18 de março de 1995, por meio de um veículo H-2 + SSB a partir do Centro Espacial de Tanegashima, no Japão, juntamente com o SFU-1. Ele tinha uma massa de lançamento de 345 kg.